# Joey Goebel
Joey Goebel, eigentlich Adam Joseph Goebel III., (* 2. September 1980 in Henderson, Kentucky) ist ein US-amerikanischer Autor.
Seine Werke behandeln auf satirische Art die Eigenheiten der Popkultur im Mittleren Westen der USA. Dabei kritisiert er die seiner Wahrnehmung nach fade Mittelmäßigkeit des Kleinstadtlebens aus der Perspektive entfremdeter Einwohner.

## Leben
Joey Goebel wurde im Jahre 1980 als Sohn von Adam Goebel und Nancy Bingemer geboren. Sowohl die Eltern als auch seine ältere Schwester CeCe sind Sozialarbeiter. Mit fünf Jahren schon schrieb er seine erste Geschichte. Bevor er 2003 mit The Anomalies (Name der deutschsprachigen Ausgabe: Freaks) seinen Debütroman veröffentlichte, war er Frontmann, Gitarrist und Songwriter der Punkband The Mullets und tourte zwischen 1996 und 2001 durch den Mittleren Westen der USA. Später war er Sänger und Gitarrist bei der Band Novembrists, mit der er eine CD veröffentlichte.
2005 wurde Vincent als sein erstes Buch in deutscher Sprache veröffentlicht. Es folgten 2006 Freaks, 2009 Heartland und 2013 Ich gegen Osborne. Alle vier Romane erschienen im Diogenes Verlag.
Goebel hat einen Bachelor in Anglistik vom Brescia College in Owensboro, Kentucky und schloss an der University of Louisville einen Master of Fine Arts in „Creative Writing“ ab.
Nach vier Romanen legte der Schriftsteller aus Kentucky mit Irgendwann wird es gut seinen ersten Kurzgeschichtenband vor. Allen Geschichten gemeinsam ist eine Gefühlslage, alle Protagonisten sind sehr einsam, und eine Haltung, die vor dem Kippen ins bloß Gefühlige schützt: „den Witz, mit dem sie selbst sich sehen, und den, mit dem der Autor sie zeichnet“.

## Werke
- Freaks. Übersetzt von Hans M. Herzog. Diogenes, Zürich 2006, ISBN 3-257-06546-9. (The Anomalies, 2003)
- Vincent. Übers. von Hans M. Herzog und Matthias Jendis. Diogenes, Zürich 2005, ISBN 3-257-06485-3. (Torture the Artist, 2004)
- Heartland. Übers. von Hans M. Herzog. Diogenes, Zürich 2009, ISBN 978-3-257-06694-4. (Commonwealth, 2008)
- Ich gegen Osborne. Übers. von Hans M. Herzog. Diogenes, Zürich 2013, ISBN 978-3-257-06853-5. (I Against Osborne, im Original noch nicht veröffentlicht)
- Irgendwann wird es gut. Übersetzt von Hans M. Herzog. Diogenes, Zürich 2019, ISBN 978-3-257-07059-0. (I know It’s Going to Happen For You Someday)

## Belege
1. ↑  Fridtjof Küchemann: Erzählungen von Joey Goebel : Sie finden mich also gruselig?, Rezension in der FAZ vom 25. Juni 2019, abgerufen am 26. Juni 2019.

| Personendaten    | Personendaten           |
| ---------------- | ----------------------- |
| NAME             | Goebel, Joey            |
| ALTERNATIVNAMEN  | Goebel, Adam Joseph     |
| KURZBESCHREIBUNG | US-amerikanischer Autor |
| GEBURTSDATUM     | 2. September 1980       |
| GEBURTSORT       | Henderson, Kentucky     |